# Vladislava Urázova
Vladislava Urázova –en ruso, Владислава Уразова– (Rostov del Don, 14 de agosto de 2004) es una deportista rusa que compite en gimnasia artística.
Participó en los Juegos Olímpicos de Tokio 2020, obteniendo una medalla de oro en la prueba por equipos (junto con Liliya Ajaimova, Viktoriya Listunova y Anguelina Melnikova). Ganó una medalla de plata en el Campeonato Europeo de Gimnasia Artística de 2021, en la prueba de barras asimétricas.

## Palmarés internacional
| Juegos Olímpicos   | Juegos Olímpicos | Juegos Olímpicos | Juegos Olímpicos     |
| Año                | Lugar            | Medalla          | Prueba               |
| ------------------ | ---------------- | ---------------- | -------------------- |
| 2020               | Tokio (Japón)    | Medalla de oro   | Concurso por equipos |
| Campeonato Europeo |                  |                  |                      |
| Año                | Lugar            | Medalla          | Prueba               |
| 2021               | Basilea (Suiza)  | Medalla de plata | Barras asimétricas   |